# 網紋盤唇鱨
網紋盤唇鱨，為輻鰭魚綱鯰形目倒立鯰科的其中一種，分布於非洲剛果河西部流域，體長可達4.2公分，棲息在底中層水域，生活習性不明。

## 扩展阅读
維基物種上的相關：網紋盤唇鱨